# 효고역
효고역(일본어: 兵庫駅, ひょうごえき 효우고에키[*])은 일본 효고현 고베시 효고구에 위치한 서일본 여객철도의 역이다.

## 역 구조
섬식 승강장으로 2면 4선의 2층 고가역이며, 와다미사키 지선의 1면 1선 승강장도 가지고 있다.

### 승·하차 형식
와다미사키역으로부터 승차하는 경우에는 우선 승차권 없이 승차하고 효고 역에서 하차할 때 승차권을 구입해 와다미사키 선 전용 개찰구에서 하차한다. 호고 현에서 내리는 경우에는 출구 개찰에 승차권을 집어넣어 나온다. JR 고베 선으로 갈아 타는 경우에는 그 승차권이 그대로 유효하게 된다. JR 고베 선으로부터 와다미사키 선으로 환승할 때 목적지를 지나칠 필요가 있는 경우에는 와다미사키 선 전용 개찰구 직전에 설치된 전용 자동정산기를 이용해 정산하는 구조가 되어 있다.
서일본 여객철도에서 지정하는 특정도구시내 제도에 의한 '고베 시내'의 역으로 어번 네트워크 구역의 일부이기 때문에 이코카 및 제휴 IC 카드의 이용이 가능하다.
| JR 고베 선 승강장    |                            |                                                         |
| 1                    | ■ JR 고베 선 (상행 외측선) | 산노미야 · 아마가사키 · 오사카 방면 (아침 쾌속 일부)    |
| 2                    | ■ JR 고베 선 (상행 내측선) | 산노미야 · 아마가사키 · 오사카 방면                     |
| 3                    | ■ JR 고베 선 (하행 내측선) | 니시아카시 · 히메지 방면                                |
| 4                    | ■ JR 고베 선 (하행 외측선) | 니시아카시 · 히메지 방면 (평일 출퇴근 시간대 쾌속 일부) |
| 와다미사키 선 승강장 |                            |                                                         |
|                      | ■ 와다미사키 선            | 와다미사키 방면                                         |

1·4번 승강장은 출퇴근 시간대를 제외하면 통과 열차만 존재하기 때문에 보통 줄로 봉쇄되어 있다. 1·4번 승강장에 정차하는 열차는 아래의 문단을 참조하라.

### 간이 운전선・전용선
이 역에서 다카토리역까지 설치된 단선의 간이 운전선이 있어 재래선 승무원의 비상시 대응력 향상을 도모하는 '고베 승무원 훈련 센터'가 이용하고 있다. 이 노선은 승무원의 훈련선으로 이용되고 있어 통상 운전의 신호기와는 별도로 훈련용 신호기가 설치되어 있다. 훈련용 열차로는 주로 103계 전동차가 사용되고 있다.
또 역에서부터 가와사키 중공업 효고 공장으로의 화물선이 접속되고 있다. 차량 수송 (갑종 회송)이 진행되는 경우 위의 간이 운전선을 경유한다.

## 역사
- 1888년 11월 1일 - 산요 철도 효고 역 ~ 아카시역 간의 개통과 동시에 개업. 여객·화물 겸용 취급이 개시되었다.
- 1889년 9월 1일 - 산요 철도 고베역 ~ 효고 역 구간 개통.
- 1890년 7월 8일 - 산요 철도 효고 역 ~ 와다미사키역 간이 개통.
- 1906년 12월 1일 - 산요 철도의 국유화에 따라 일본국유철도의 소속이 된다.
- 1910년 3월 15일 - 효고 전기 궤도 효고 역 ~ 스마 역간이 개업.
- 1910년 4월 5일 - 고베전기철도가 효고 역전까지 노선 연장.
- 1911년 11월 1일 - 효고 역 ~ 아라카와역 간의 화물 지선 (효고 임항선)이 개업.
- 1943년 11월 20일 - 산요 전기 철도 효고 역이 전철 효고 역으로 개칭.
- 1968년 4월 6일 - 고베 시영 전철, 산요 전기 철도 전철 효고역 ~ 니시다이 역 간 폐지 (고베 고속 철도 도자이 선과의 직통 운전 개시에 수반함)
- 1984년 2월 1일 - 화물 취급이 고베 항역에 집약하기로 결정되어 폐지. 이에 따라 효고 임항선도 폐선된다.
- 1987년 3월 31일 - 차량에 한해 화물 취급 재개.
- 1987년 4월 1일 - 민영화에 따라 서일본 여객철도의 소속이 된다.
- 2000년 2월 1일 - 고베 승무원 훈련 센터가 개소했다.
- 2003년 11월 1일 - 이코카의 사용이 개시되었다.

## 인접정차역
| 서일본 여객철도 산요 본선                 | 서일본 여객철도 산요 본선            | 서일본 여객철도 산요 본선 |
| ----------------------------------------- | ------------------------------------ | ------------------------- |
| 고베 마이바라 방면                        | ■ JR 고베 선 외선 · 열차선 경유 쾌속 | 아카시 히메지 방면        |
| 고베 마이바라 방면                        | ■ JR 고베 선 내선 · 전차선 경유 쾌속 | 스마 히메지 방면          |
| 고베 교토 방면                            | ■ JR 고베 선 보통                    | 신나가타 니시아카시 방면  |
| 서일본 여객철도 산요 본선 와다미사키 지선 |                                      |                           |
| 시·종착역                                 | ■ 와다미사키 선                      | 와다미사키 방면           |